# Vollmer (azienda)
Vollmer GmbH & Co. KG era un'azienda tedesca che produceva accessori per modellismo ferroviario, con sede a Stoccarda. Dal 2014 il marchio Vollmer è di proprietà della Viessmann, che ne porta avanti la produzione.

## Storia
Vollmer fu fondata nel 1946 come società di produzione di articoli generici in plastica ma si convertì presto alla produzione di accessori per modellismo ferroviario, presentando le sue prime creazioni alla fiera del giocattolo di Norimberga del 1949.
La società venne disciolta nel 2014; il marchio venne ceduto alla Viessmann.